# هيئة تنمية الاستثمار في لبنان
هيئة تنمية الاستثمارات في لبنان (إيدال) هي وكالة تشجيع الاستثمار الوطنية في لبنان. تأسست «إيدال» في عام 1994 بهدف الترويج للبنان كوجهة استثمارية رئيسية، وجذب تسهيلات الاستثمار والحفاظ عليها في البلاد. في عام 2001، صدر قانون الاستثمار رقم 360  لتعزيز مهمة المنظمة، وتوفير إطار لتنظيم أنشطة الاستثمار في لبنان، وتزويد المستثمرين المحليين والأجانب على حد سواء بمجموعة من الحوافز وخدمات دعم الأعمال. بالإضافة إلى دورها كوكالة لترويج الاستثمار، فإن «إيدال» مكلفة بتعزيز وتسويق الصادرات اللبنانية بما في ذلك على سبيل المثال لا الحصر المنتجات الزراعية والصناعية. تتمتع ايدال بالاستقلالية المالية والإدارية وتقارير لرئيس مجلس الوزراء الذي يمارس سلطة تعليمية عليه.

## حوافز الاستثمار
توفر إيدال حوافز للاستثمارات في القطاعات الرئيسية بما في ذلك: الصناعة، الزراعة، الصناعات الزراعية، السياحة، تكنولوجيا المعلومات، التكنولوجيا، الاتصالات السلكية واللاسلكية، وسائل الإعلام. يتوفر برنامجان للحوافز:
1. المشروع الاستثماري حسب المنطقة: وهو مخطط يعتمد على الموقع الجغرافي للمشروع وحجم الاستثمار ونوع القطاع. توفر للمستثمرين حوافز مالية وتصاريح عمل يقسم هذا المخطط لبنان إلى ثلاث مناطق جغرافية (المنطقة أ، المنطقة ب، المنطقة ج).
2. مخطط عقد صفقة الحزمة: هو مخطط يعتمد على حجم استثمارات المشروع وعدد الوظائف التي تم إنشاؤها ونوع القطاع. يوفر للمستثمرين حوافز مالية وحوافز متعلقة بالعمل بالإضافة إلى تخفيضات في رسوم الإنشاء. بموجب هذا المخطط، يكون المستثمر ملتزما بعقد مع الحكومة اللبنانية ممثلة في ايدال.

## خدمات
بصرف النظر عن منح الحوافز للمشاريع الاستثمارية، فإن إيدال تعهدت بالخدمات التالية:
- توفير المعلومات الاقتصادية والتجارية والقانونية والصناعية وغيرها من المعلومات ذات الصلة بقرارات الاستثمار.
- توفير معلومات عن القطاعات الاقتصادية ذات الإمكانات الاستثمارية.
- تحديد وتعزيز فرص الاستثمار في مختلف القطاعات الواعدة للنمو.
- التوسط في الاتصالات بين المستثمرين ورجال الأعمال لتحديد فرص المشاريع المشتركة المحتملة.
- منح أنواع مختلفة من الإعفاءات المالية وتخفيض الرسوم للمشاريع الاستثمارية على النحو المنصوص عليه في قانون الاستثمار رقم 360.
- المشاركة في رأس مال الشركات المساهمة في مجالات محددة.
- تسهيل إصدار التصاريح والتراخيص اللازمة لبدء وتشغيل الأعمال التجارية من خلال التنسيق مع المؤسسات العامة المقابلة.
- تقديم المشورة بشأن القضايا التي تؤثر على مناخ الاستثمار في لبنان.
- الترتيب لعقد اجتماعات عمل مع مسؤولين من القطاعين العام والخاص.
- تقديم خدمة الرعاية اللاحقة للمشاريع الاستثمارية.

## مجموعة المديرين
السيد نبيل عيتاني، رئيس مجلس الإدارة والمدير العام
السيد جورج كساب، نائب الرئيس
السيد رمزي الحافظ، عضو مجلس الإدارة
السيد مرشد ف. حاج شاهين، عضو مجلس الإدارة
السيد وسيم ج. أودي، عضو مجلس الإدارة
السيد فريد ن. الخشن، عضو مجلس الإدارة
السيد نصيب حطيط، مفوض الحكومة

## اتصل
بيانات المتصل